# 伊恩·摩根
伊恩·摩根（Eoin Morgan，1986年9月10日—）是愛爾蘭的一位板球選手。他雖然是愛爾蘭人並且也曾經是愛爾蘭板球隊的成員，但現在代表英格蘭板球隊參賽，並擔任英格蘭板球隊的隊長。摩根出生在都柏林。